# Sellos de España en 2008
Los sellos de España en el año 2008 fueron puestos en circulación por la Sociedad Estatal Correos y Telégrafos de España (la impresión se realizó en la Fábrica Nacional de Moneda y Timbre). En total se emitieron 103 sellos postales (8 en hoja bloque), comprendidos en 48 series filatélicas de temáticas diversas.

## Descripción
| Fecha de emisión | Nombre de la serie y/o del sello (descripción) | Dimensiones (mm)           | Valor facial (en €) |
| ---------------- | --- | -------------------------- | ------------------- |
| 02.01            | «Juguetes» Carné de ocho sellos que reproducen juguetes antiguos de diversas colecciones o museos españoles 1) Barquillo | 35,0 × 24,5                | A                   |
| 02.01            | 2) Diábolo | 35,0 × 24,5                | A                   |
| 02.01            | 3) Transatlántico | 35,0 × 24,5                | A                   |
| 02.01            | 4) Un juego de arquitectura | 35,0 × 24,5                | A                   |
| 02.01            | 5) Tragabolas | 35,0 × 24,5                | A                   |
| 02.01            | 6) Una diligencia | 35,0 × 24,5                | A                   |
| 02.01            | 7) Submarino | 35,0 × 24,5                | A                   |
| 02.01            | 8) Cubos de playa | 35,0 × 24,5                | A                   |
| 02.01            | «Serie básica» 1) La efigie del rey Juan Carlos I en color negro | 24,88 × 28,8               | 0,01                |
| 02.01            | 2) La efigie del rey Juan Carlos I en color magenta | 24,88 × 28,8               | 0,02                |
| 02.01            | 3) La efigie del rey Juan Carlos I en color azul celeste | 24,88 × 28,8               | 0,05                |
| 02.01            | 4) La efigie del rey Juan Carlos I en color gris | 24,88 × 28,8               | 0,10                |
| 10.01            | «Flora y fauna» 1) El pito real (Picus viridis) | 24,5 × 35                  | 0,31                |
| 10.01            | 2) Una camelia blanca (género Camellia) | 24,5 × 35                  | 0,60                |
| 17.01            | «Ciencia - Medicina» 1) Un estetoscopio y un par de cápsulas y un comprimido | 40,9 × 28,8                | 0,39                |
| 17.01            | «Ciencia - Meteorología» 2) Parte de un termómetro y fragmento de un mapa de isobaras | 40,9 × 28,8                | 0,43                |
| 22.01            | «Serie básica» 1) La efigie del rey Juan Carlos I en color marrón oscuro | 24,88 × 28,8               | 0,31                |
| 22.01            | 2) La efigie del rey Juan Carlos I en color morado | 24,88 × 28,8               | 0,60                |
| 22.01            | 3) La efigie del rey Juan Carlos I en color rojo | 24,88 × 28,8               | 0,78                |
| 22.01            | 4) La efigie del rey Juan Carlos I en color verde militar | 24,88 × 28,8               | 2,60                |
| 30.01            | «Diarios centenarios» 1) Motivo alusivo al centenario de la fundación del periódico La Voz de Avilés, que muestra su cabecera y el logotipo del centenario | 40,9 × 28,8                | 0,31                |
| 04.02            | «Ciencias de la Tierra y del Universo» 1) Diseño alusivo al Año Polar Internacional, que muestra un globo terráqueo con dos bocas (polos Norte y Sur) por donde se insufla aire | 40,9 × 28,8                | 0,78                |
| 04.02            | 2) Diseño alusivo al Año Internacional del Planeta Tierra, que muestra una piedra de canto rodado de la que brota una planta | 40,9 × 28,8                | 2,60                |
| 11.02            | «Contra la violencia de género» 1) La palma de una mano en señal de ¡alto! y con el número 016, servicio telefónico de ayuda en casos de violencia de género. Además se lee la frase «Si sabes de malos tratos, no lo consientas, llama al 016»                                                                                    | 40,9 × 28,8                | 0,31                |
| 18.02            | «Árboles monumentales » 1) El álamo negro de Horcajuelo en los alrededores de la localidad homónima (Comunidad de Madrid) | 28,8 × 40,9                | 2,44                |
| 22.02            | «Expo 2008 - Zaragoza» 1) El Pabellón Puente y el logotipo de la Exposición Internacional de Zaragoza 2008 | 40,9 × 28,8                | 0,31                |
| 29.02            | «Valores cívicos» Tres sellos con motivos alusivos a diversos valores cívicos 1) Contra la explotación infantil | 40,9 × 28,8                | 0,31                |
| 29.02            | 2) La solidaridad intergeneracional | 40,9 × 28,8                | 0,39                |
| 29.02            | 3) La diversidad cultural | 40,9 × 28,8                | 0,43                |
| 03.03            | «Arqueología» 1) La Bicha de Balazote, una escultura ibérica que se encuentra conservada en el Museo Arqueológico Nacional (Madrid) | 40,9 × 28,8                | 0,39                |
| 03.03            | 2) El vaso cinerario de Apofis I, pieza de mármol proveniente del antiguo Egipto que se conserva en el Museo de Almuñécar (provincia de Granada) | 40,9 × 28,8                | 0,39                |
| 10.03            | «Naturaleza» 1) El parque natural de las Hoces del Río Duratón en la provincia de Segovia | 40,9 × 28,8                | 0,31                |
| 10.03            | 2) La comarca de los Montes de Toledo en la provincia homónima | 40,9 × 28,8                | 0,31                |
| 12.03            | «Salvamento marítimo» 1) Un helicópetro de rescate Sikorsky S-61 y dos unidades marítimas, un buque polivalente y una embarcación de intervención rápida de la Sociedad de Salvamento y Seguridad Marítima | 40,9 × 28,8                | 0,31                |
| 14.03            | «Efemérides» 1) Vista de la Universidad de Oviedo y el emblema institucional en ocasión de su cuarto centenario | 40,9 × 28,8                | 0,31                |
| 19.03            | «50º aniversario del Parlamento Europeo» 1) Reproducción del logotipo del cincuentenario del Parlamento Europeo y la bandera de la UE | 40,9 × 28,8                | 0,60                |
| 01.04            | «Flora y fauna» 1) El cernícalo común (Falco tinnunculus) | 24,5 × 35                  | 0,31                |
| 01.04            | 2) Un tulipán rojo (género Tulipa) | 24,5 × 35                  | 0,43                |
| 02.04            | «Arquitectura» 1) El Palacio Longoria en Madrid | 40,9 × 28,8                | 0,31                |
| 02.04            | 2) La Casa Vicens en Barcelona | 28,8 × 40,9                | 0,31                |
| 02.04            | 3) La torre de comunicaciones Torrespaña (El Pirulí, popularmente) en Madrid | 28,8 × 74,7                | 0,31                |
| 02.04            | 4) La torre de telecomunicaciones de Montjuic en Barcelona | 28,8 × 74,7                | 0,31                |
| 02.04            | 5) La Torre Agbar en Barcelona | 28,8 × 40,9                | 0,31                |
| 02.04            | 6) El Auditorio de Tenerife en Santa Cruz de Tenerife | 40,9 × 28,8                | 0,31                |
| 16.04            | «Juegos y deportes tradicionales» (cada sello es complementado con una viñeta sin valor postal del mismo tamaño) 1) Pelota valenciana | 40,9 × 28,8                | 0,43                |
| 16.04            | 2) Pelota vasca | 28,8 × 40,9                | 0,43                |
| 23.04            | «Europa 2008» (HB) 1) Serie anual a cargo de PostEurop, ese año bajo el tema La carta; en el sello se reproduce una composición pictórica del artista granadino J. Carrero, que representa una escenografía romántica con una repisa, un vaso con flores multicolores, cartas escritas y sobres con signos de franqueo             | 40,9 × 49,8 (79,2 × 105,6) | 0,60                |
| 28.04            | «Exfilna 2008 – Oviedo» (HB) 1) Fragmento de la Cruz de la Victoria, joya prerrománica guardada en la Catedral de San Salvador de Oviedo, con motivo de la XLVI Exposición Filatélica Nacional (Exfilna) La hoja bloque muestra la cruz completa y de fondo el Teatro Campoamor                                                    | 28,8 × 40,9 (79,2 × 105,6) | 2,44                |
| 05.05            | «Día del Sello» 1) Reproducción de la carátula de la Real Ordenanza del Correo Marítimo, de 1777, que actualmente forma parte del fondo antiguo de la Biblioteca del Museo Postal y Telegráfico de Madrid | 28,8 × 40,9                | 0,39                |
| 09.05            | «Diarios centenarios» 1) Dibujo alusivo al centenario de la fundación del periódico El Progreso de Lugo | 40,9 × 28,8                | 0,31                |
| 16.05            | «Juegos y deportes tradicionales» (cada sello es complementado con una viñeta sin valor postal del mismo tamaño) 1) Levantamiento de piedra | 28,8 × 40,9                | 0,43                |
| 30.05            | «Juegos y deportes tradicionales» (cada sello es complementado con una viñeta sin valor postal del mismo tamaño) 1) Lanzamiento de barra | 28,8 × 40,9                | 0,43                |
| 30.05            | 2) Tiro con honda balear | 28,8 × 40,9                | 0,43                |
| 02.06            | «Personajes» 1) El bioquímico catalán Joan Oró | 28,8 × 40,9                | 0,31                |
| 02.06            | 2) La escritora salamantina Carmen Martín Gaite | 40,9 × 28,8                | 0,31                |
| 02.06            | 3) La escritora riojana María Lejárraga | 40,9 × 28,8                | 0,31                |
| 02.06            | 4) La escritora catalana Zenobia Camprubí | 28,8 × 40,9                | 0,31                |
| 05.06            | «Juegos y deportes tradicionales» (cada sello es complementado con una viñeta sin valor postal del mismo tamaño) 1) El bolo palma | 40,9 × 28,8                | 0,43                |
| 05.06            | 2) El bolo asturiano o cuatreada | 40,9 × 28,8                | 0,43                |
| 05.06            | 3) El bolo leonés | 40,9 × 28,8                | 0,43                |
| 13.06            | «Expo 2008 – Zaragoza» (HB) 1) El monumento a Goya en la plaza del Pilar de Zaragoza En la hoja bloque se reproduce la Basílica de Nuestra Señora del Pilar y el logotipo de la Exposición Internacional de Zaragoza 2008 | 28,8 × 40,9 (105,6 × 79,2) | 2,60                |
| 01.07            | «Flora y fauna» 1) El abejaruco común (Merops apiaster) | 24,5 × 35                  | 0,31                |
| 01.07            | 2) Una dalia roja (género Dahlia) | 24,5 × 35                  | 0,60                |
| 04.07            | «Expo - Zaragoza 2008» (HB) La hoja bloque reproduce una vista aérea de la maqueta del recinto de la Expo Zaragoza 2008, con el logotipo y el eslogan «La mayor fiesta del agua en la Tierra» 1) La zona de los pabellones nacionales                                                                                              | 40,9 × 28,8 (105,6 × 79,2) | 0,31                |
| 04.07            | 2) La zona de los pabellones temáticos | 40,9 × 28,8 (105,6 × 79,2) | 0,78                |
| 04.07            | 3) El Pabellón Puente | 40,9 × 28,8 (105,6 × 79,2) | 2,60                |
| 08.07            | «Juegos Olímpicos Beijing 2008» 1) Un atleta saltando y la leyenda Beijing 2008; a la derecha se ve el acrónimo de ADO, los anillos olímpicos y los colores de la bandera española, en ocasión de los XXIX Juegos Olímpicos celebrados en Pekín (China) entre el 8 y el 24 de agosto de ese año                                    | 40,9 × 28,8                | 0,31                |
| 16.07            | «Juegos y deportes tradicionales» (cada sello es complementado con una viñeta sin valor postal del mismo tamaño) 1) Lucha canaria | 28,8 × 40,9                | 0,43                |
| 16.07            | 2) Lucha leonesa | 28,8 × 40,9                | 0,43                |
| 16.07            | 3) El palo canario | 28,8 × 40,9                | 0,43                |
| 17.07            | «Juegos y deportes tradicionales» (cada sello es complementado con una viñeta sin valor postal del mismo tamaño) 1) Regata de traineras | 40,9 × 28,8                | 0,43                |
| 24.07            | «Deportes» (HB) 1) Un pie con una zapatilla de fútbol con bandas de los colores de la bandera española y un balón La hoja bloque muestra una fotografía de la selección de fútbol de España que se alzó con el título en la Eurocopa de 2008 celebrada en Austria y Suiza entre los días 7 y 29 de junio, y la palabra "Campeones" | 40,9 × 28,8 (105,6 × 79,2) | 1,00                |
| 29.07            | «Patrimonio nacional» (HB) Dos tapices del siglo XVIII elaborados por la Real Fábrica de Tapices 1) El tapiz El columpio | 33,2 × 49,8 (105,6 × 79,2) | 0,60                |
| 29.07            | 2) El tapiz El ciego de la guitarra | 33,2 × 49,8 (105,6 × 79,2) | 2,60                |
| 02.09            | «Faros» 1) El faro de Torredembarra en la localidad homónima (Tarragona) | 28,8 × 40,9                | 0,60                |
| 02.09            | 2) El faro de Irta en la provincia de Castellón | 28,8 × 40,9                | 0,60                |
| 02.09            | 3) El faro de Punta Pechiguera en la isla de Lanzarote | 28,8 × 40,9                | 0,60                |
| 02.09            | 4) El faro de Cabo Silleiro en la provincia de Pontevedra | 28,8 × 40,9                | 0,60                |
| 02.09            | 5) El faro de Cap Barbaria en la isla de Formentera | 28,8 × 40,9                | 0,60                |
| 02.09            | 6) El faro de Punta de la Orchilla en la isla de El Hierro (Canarias) | 28,8 × 40,9                | 0,60                |
| 08.09            | «Pintura española» 1) Autorretrato del pintor sevillano Antonio María Esquivel | 28,8 × 40,9                | 0,31                |
| 08.09            | 2) Autorretrato del pintor asturiano Darío de Regoyos | 28,8 × 40,9                | 0,43                |
| 19.09            | «Centenarios» 1) Diseño alusivo al centenario de la Real Federación Española de Tenis con la inscripción «100 años en pista» | 28,8 × 40,9                | 0,31                |
| 01.10            | «Flora y fauna» 1) El arrendajo (Garrulus glandarius) | 24,5 × 35                  | 0,31                |
| 01.10            | 2) Un narciso amarillo (género Narcissus) | 24,5 × 35                  | 0,31                |
| 09.10            | «Juegos y deportes tradicionales» (cada sello es complementado con una viñeta sin valor postal del mismo tamaño) 1) Castells | 28,8 × 40,9                | 0,43                |
| 10.10            | «Micología» 1) La seta Boletus regius o boleto real | 40,9 × 28,8                | 0,31                |
| 10.10            | 2) La seta Lepista nuda o seta de pie azul | 40,9 × 28,8                | 0,31                |
| 13.10            | «UPAEP 2008» 1) Un diseño alusivo a la Día de la Hispanidad, que muestra una gran tilde de la ñ amarilla sobre un fondo rojo, y la inscripción «12 de octubre, Fiesta Nacional de España»; es el diseño elegido por España para la emisión conjunta de la UPAEP de ese año bajo el tema "Fiestas nacionales"                       | 40,9 × 28,8                | 0,78                |
| 16.10            | «Castillos» 1) El Castillo de Maqueda en la localidad homónima (Toledo) | 40,9 × 28,8                | 2,60                |
| 16.10            | 2) El Castillo de La Calahorra en la localidad homónima (Granada) | 40,9 × 28,8                | 2,60                |
| 23.10            | «Moda española» Cuatro vestidos femeninos realizados por el diseñador de moda Pedro Rodríguez y que forman parte de la colección del Museo del Traje de Madrid 1) Un traje de fiesta en gasa de seda pintada a mano en colores degradados rojos                                                                                    | 28,8 × 49,8                | 0,31                |
| 23.10            | 2) Un traje con escote y falda de amplio vuelo de satén bordado con azabaches y lentejuelas que reproducen motivos florales | 28,8 × 49,8                | 0,31                |
| 23.10            | 3) Un vestido de gasa estampado en lunares y flores, con escote y lazo zapatero | 28,8 × 49,8                | 0,31                |
| 23.10            | 4) Un conjunto de vestido y abrigo en crespón rosa | 28,8 × 49,8                | 0,31                |
| 27.10            | «Juegos y deportes tradicionales» (cada sello es complementado con una viñeta sin valor postal del mismo tamaño) 1) El chito | 40,9 × 28,8                | 0,43                |
| 27.10            | 2) La chave (llave asturiana, gallega o leonesa) | 40,9 × 28,8                | 0,43                |
| 27.10            | 3) La calva | 40,9 × 28,8                | 0,43                |
| 03.11            | «Navidad 2008» 1) Tres figuras pertenecientes al Belén del Príncipe, un belén napolitano y español del siglo XVIII | 40,9 × 28,8                | 0,31                |
| 03.11            | 2) La pintura Maternidad del artista extremeño J. Carrero | 28,8 × 40,9                | 0,60                |
| 07.11            | «Bailes populares» (HB) 1) El baile flamenco | 28,8 × 49,8 (120 × 76)     | 0,60                |
| 07.11            | 2) El baile irlandés (Irish dance) | 28,8 × 49,8 (120 × 76)     | 0,78                |
| 14.11            | «Vidrieras» (HB) 1) La vidriera dedicada a la Elocuencia, en la sede de la Real Academia Española en Madrid | 40,9 × 28,8 (105,6 × 79,2) | 2,60                |